# 努西瓦里卡
努西瓦里卡是馬達加斯加的城鎮，由法土法韋-非圖韋那尼區負責管轄，位於該國東岸，海拔高度5米，從事漁業、農業、服務業和畜牧業的人口分別佔75%、20%、3%和2%，主要農產品有稻米、咖啡、荔枝和胡椒，2001年人口約40,000人。
20°35′S 48°32′E / 20.583°S 48.533°E